# Harbhajan Singh Khalsa

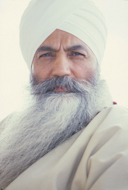
Harbhajan Singh Khalsa in 1985

Harbhajan Singh Khalsa Yogiji, ook wel Yogi Bhajan, (Gujranwala, nu Pakistan, 26 augustus 1929 - Española, 6 oktober 2004), was een spiritueel leider voor de 3HO-beweging. Hij werd bekend als meester in kundalini yoga en verbreidde deze yoga onder veel leraren en studenten.
Hij richtte de 3HO-beweging op in 1969, waarvan de naam staat voor Healthy, Happy, Holy Organization (Organisatie voor Gezondheid, Geluk en Verheffing). Onder zijn leiding zette deze non-profitorganisatie duizenden yogacentra op in 35 landen. In 1994 werd 3HO erkend door de Verenigde Naties als een NGO (niet-gouvernementele organisatie) met een consultatieve status (Roster) voor de Economische en Sociale Raad. In deze hoedanigheid houden ze zich bezig met vertegenwoordiging van vrouwenkwesties, bevordering van de rechten van de mens en het voorzien in onderwijs in de alternatieve geneeskunde.
Yogi Bhajan was ook succesvol als zakenman en richtte 17 bedrijven op, waaronder commerciële yogacentra, vastgoedbedrijven, beveiligingsbedrijven en natuurvoedingondernemingen.
Hij emigreerde naar de Verenigde Staten toen hij 39 was en verwierf zijn bekendheid door zijn yogabeheersing. Hij werd spiritueel Sikh-leider en inspireerde duizenden Amerikanen en Europeanen om Sikhisme te beoefenen.
Yogi Bhajan was getrouwd met Inderjit Kaur en had de zonen Ranbir Singh en Kulbir Singh, dochter Kamaljit Kaur en vijf kleinkinderen.